# Лувсанжамбын Мурдорж
Лувсанжамбын Мурдорж (монг. Лувсанжамбын Мөрдорж; 15 сентября 1919, Урга — 23 июля 1996) — монгольский композитор, автор музыки государственного Гимна Монголии (1961), музыкант, дирижёр. Заслуженный артист Монголии (1936).  Народный артист Монголии. Дважды лауреат Государственной премии МНР (1946, 1951).

## Биография
В 1932 году окончил начальную школу. Окончил полугодовые курсы финансового учёта. Самостоятельно учился игре на музыкальных инструментах.
В 1933 году отправился на прослушивание в Монгольский государственный центральный театр, был принят и учился у известных музыкальных педагогов Лодонгийн Тудэва и М. Д. Берлин-Печниковой. В 1936 году во время службы в армии, выиграл национальный музыкальный конкурс и начал создавать музыку. В 1939 году демобилизовался из армии и вернулся в Государственный центральный театр МНР. В начале 1940 года посещал «Семинар композиторов» Б. Ф. Смирнова.
В 1940 году, первым среди монголов написал музыку к кинофильму «Анхдуро Дугы». В августе того же года перешел на работу саксофонистом в Государственный цирк Монголии. В 1941 г., после создания Ансамбля песни и пляски Монгольской Народно-революционной армии, был назначен его первым директором, в 1942—1950 годах — джазовый дирижёр Государственного цирка. В 1956 году окончил Московское музыкальное училище им. Октябрьской революции, его дипломная работа Симфония I «Моя родина» стала первой симфонией в Монголии.
С 1956 по 1969 год — композитор Государственного народного ансамбля песни и пляски, с 1969 по 1974 год — преподаватель Государственного педагогического института. Преподавал теорию и композицию, а с 1974 г. - профессиональный композитор.
В 1950-х-1960-х годах - видный деятель музыкальной культуры МНР. Принадлежал к, так называемой, «европейской школе композиторов XIX века», вдохновленной такими композиторами, как Чайковский и Малер.
Автор симфоний, музыки к нескольким операм и музыкальным спектаклям, к около 30 документальным и художественным фильмам, танцевальной музыки, музыки для народного духового оркестра, песен и др. 
В 2001 году Ансамблю песни и пляски Пограничной службы Монголии было присвоено его имя.